# نهمتن
نهمتن (به آلمانی: Nehmten) یک شهر در آلمان است که در Plön (District) واقع شده‌است. نهمتن ۲۷۳ نفر جمعیت دارد.